# Арало-Каспийские степные племена
Арало-Каспийские степные племена — полуоседлые и кочевые народы железного века (8—7 вв. до н. э. — 2—3 вв. н. э.). Сохранившиеся культурные памятники исследованы (1989) Западно-Казахстанской археологической экспедицией (рук. З. Самашев). Северную часть Арало-Каспийского региона населяли скифо-сарматские племена. В некоторых письменных источниках (Геродот, древне-персидские источники) упоминаются названия племён дах (дай, даг), каспи (гирканы), дербик. В греческих источниках дайи, населявшие регион от восточного побережья Каспийского моря до Сырдарьи, разделяются на роды и племена: апарн (парн), ксанфий, писсур и другие. В конце 1-го тысячелетия до н. э. богатая знать кочевых племён хорасми, дах, парнов и массагетов оказала непосредственное влияние на приход к власти в Хорезме новой династии, а также на формирование государства Кушан. Основное занятие жителей — кочевое скотоводство, обработка металла, дерева, кожи, кости, камня, шерсти, пошив одежды, ткачество, изготовление ювелирных изделий, оружия, конного снаряжения. Общественные отношения, структура власти состояли из традиционных для всех кочевников социальных ступеней: родоначальников, вождей и царей. Особую роль играли женщины, а также служители культа. Саки-массагеты поклонялись природным стихиям, Небу. В определённый период на них оказало влияние учение Заратустры (Зороастризм). Археологические исследования показывают существование определённых традиций захоронения, поклонения духам. Над могилами знатных людей — вождей и полководцев, сооружались большие курганы. Такие памятники часто встречаются в Устюрте, Мангыстау и окрестностях Атырау.